# Dysmachus digitulus
Dysmachus digitulus là một loài ruồi trong họ Asilidae. Dysmachus digitulus được Becker miêu tả năm 1923. Loài này phân bố ở vùng Cổ Bắc giới.